# La historia del Grial
La historia del Grial. Magia y misterio del mito artúrico (en inglés Romance of the Grail. The Magic and Mystery of Arthurian Myth) es la recopilación de los escritos y conferencias sobre romances artúricos medievales del mitólogo, escritor y profesor estadounidense Joseph Campbell, editada e introducida por el erudito arturiano Evans Lansing Smith, PhD y presidente de los Estudios mitológicos en el Pacifica Graduate Institute. Forma parte de su Obra completa.

## Sinopsis
Durante toda su vida, Joseph Campbell (1904-1987) estuvo profundamente implicado en el estudio del Grial y sus leyendas inmemoriales. Evans Lansing Smith, catedrático en Estudios Mitológicos del Pacifica Graduate Institute de California, ha reunido en este volumen un corpus de sus escritos y conferencias en torno al mundo artúrico medieval.
Los relatos de Gawain, Merlín, Ginebra, la espada Excálibur o la Dama del Lago, que confluyen en el símbolo del Grial, son narrados y analizados con toda vivacidad, pues para Campbell constituían la primera «mitología secular» de la historia europea. Coetáneos de la construcción de las catedrales góticas, los trovadores, las Cruzadas y la fundación de las primeras universidades, forman parte del vigoroso y refinado período cultural que va desde mediados del siglo XII hasta mediados del XIII, y que para él era análogo al período homérico en cuanto a la importancia de su significado mítico.

## Edición en castellano
- Campbell, Joseph (2019). La historia del Grial. Magia y misterio del mito artúrico (Segunda edición). Traducción Francisco López Martín, cartoné, 352 páginas, colección Imaginatio vera. Vilaür: Ediciones Atalanta. ISBN 978-84-949054-4-5.

- Datos: Q63434693